# Кнёрингены
Кнёрингены (нем. Knoeringen) - швабский дворянский род.

## История
Семья впервые упоминается в документе от 1197 г., в котором Тимео фон Кнёринген упомянут как министериал князя-епископа Аугсбурга Удальшалка. Непрерывный начинается с Конрада фон Кнёрингена, владевшего Кнёрингеном и Йеттингеном в 1268 году. Члены семьи были министериалами маркграфов Бургау, Ганс фон Кнёринген стал ландфогтом. Позже сеньоры Кнорингенов стали слугами и вассалами пробства Эльванген, епископов Аугсбурга и пробства Веттенхаузен.
Название Кнёринген восходит к родовому поместью семьи в Унтеркнорингене, где она проживала до XV в. Эглоф фон Кноринген (ум. 1408 г.) был настоятелем Шпейерского собора и протонотарем императора Рупрехта I, который за верную службу 24 мая 1404 г. улучшил его фамильный герб, добавив над белым кольцом шлема чёрный куст из перьев, растущий из золотой короны.
Приобретенные в 1545 г. сеньории Крессберг и Лустенау включили семью в список имперского рыцарства в рыцарском кантоне Альтмюль рыцарского округа Франкония. С 1605 по 1662 год они также числились в рыцарском кантоне Кохер рыцарского округа Швабия из-за сеньории и замка Вильденштайн. В 1750 году семейное поместье было потеряно. С 1638 по 1769 год семейство было сеньорами Бинсвангена, который после этого перешел к имперскому аббатству Кемптен. Дипломом 1669 г. Кнёринген были возведены в ранг фрайгерров и в 1874 году были зачислены в одноимённый класс в матрикуле королевства Бавария.

## Герб
На родовом гербе изображено серебряное кольцо чёрного цвета. На шлеме с черно-серебряными накладками кольцо на красной подушке. Уже в 1361 году герб фигурирует в документе, оригинал которого хранится в Архиве Стато ди Мантова
С 1404 года на гербе Хельмцира изображено кольцо с золотой короной, украшенной тремя черными страусиными перьями.
Элементы фамильного герба фон Кнорингенов до сих пор встречаются на некоторых баварских местных и муниципальных гербах.
- Бывший муниципальный герб Унтеркнорингена
- Герб округа Вестендорф
- Герб бывшего независимого муниципалитета Шеппаха
- Герб Фрайхальдена
- Герб муниципалитета Алленсбаха

Герб общины Алленсбах в районе Констанц используется с 1512 года и, возможно, восходит к подарку аббата Райхенау Маркуса фон Кнорингенского в качестве тогдашнего местного правителя; таким образом, золотое кольцо было бы вариантом Кнорингенского кольца.

## Известные представители
- Эглоф фон Кнёринген (ум. 1408 г.) — каноник в Аугсбурге, настоятель Шпейерского собора и протонотарий короля Рупрехта I.
- Генрих V фон Кнёринген (р. 1570 г. — ум. 1646 г.) — князь-епископ Аугсбурга (1599—1646)
- Иоганн Эглоф фон Кнёринген (р. 1537 г. — ум. 1575 г.) — князь-епископ Аугсбурга (1573—1575)
- Маргарита фон Вестернах, урождённая фон Кнёринген (ум. 1553 г.) — строительница замка Бахинген
- Маркус фон Кнёринген, — аббат Рейхенау (1508—1516 и 1523—1540)
- Вальдемар фон Кнёринген (р. 1906 г. — ум. 1971 г.) — немецкий политик, член социал-демократической партии Германии.
- Фридрих Вильгельм фон Кнёринген (р. 1688 г. — ум. 1757 г.) — оберамтманн в Танненбурга (1710—1756)
- Карл Иосиф фон Кнёринген (р. 1723 г. — ум. 1797 г.) — оберамтманн Танненбурга (1756—1797)
- Филипп Антон фон Кнёринген (р. 1762 г. — ум. 1817 г.) — оберамтманн Танненбурга (1797—1803)